# LÉ Setanta
La LÉ Setanta (A15) fu una nave da addestramento e supporto che operò col Seirbhís Chabhlaigh na hÉireann. Il suo nome in gaelico è in onore di Cúchulainn, un eroe del ciclo dell'Ulster, conosciuto anche come Setanta.
Il Seirbhís l'acquistò nel 1976 dalla Commissioners of Irish Lights, dove operava come mercantile. Rimase in servizio come nave ausiliaria e per l'addestramento dei marinai fino al 1984, quando fu venduta alle Haulbowline Industries per la demolizione, avvenuta dopo otto anni di servizio.